# Spongilla lacustris
Spongilla lacustris is een sponsdier uit de familie  Spongillidae. Het lichaam van de spons bestaat uit kiezelnaalden en sponginevezels, en is in staat om veel water op te nemen.